# Niels Pedersen
Niels Pedersen (Øreløse), född 1601, död 1634, var en dansk teologie professor i Köpenhamn. Som psalmförfattare finns han representerad i danska Psalmebog for Kirke og Hjem.